# 今ひとたび
『今ひとたび』（いまひとたび、原題：Cousins）は、1989年に公開されたジョエル・シュマッカー監督作のアメリカ映画。1975年のジャン＝シャルル・タケラ監督作『さよならの微笑』のリメイク作品である。

## ストーリー
ラリーの叔父であるフィルとマリアの母イーディが結婚し、2人は義理のいとこになった。結婚式後のパーティで2人は知り合い、互いの結婚相手であるティッシュとトムが浮気していることを感じ取る。数日後、結婚し幸せそうだったフィルが急死してしまう。その後ラリーとマリアは、ティッシュとトムへの仕返しのつもりで頻繁に会うようになるが、次第に深い関係になっていく。

## キャスト
※括弧内は日本語吹替
- ラリー・コジンスキー - テッド・ダンソン（江原正士）
- マリア・ハーディ - イザベラ・ロッセリーニ（高島雅羅）
- ティッシュ・コジンスキー - ショーン・ヤング（土井美加）
- トム・ハーディ - ウィリアム・ピーターセン（大塚芳忠）
- ヴィンセント・コジンスキー - ロイド・ブリッジス（大木民夫）
- イーディ・コジンスキー - ノルマ・アレアンドロ（竹口安芸子）
- ミッチ・コジンスキー - キース・クーガン
- ソフィア - ジーナ・ デアンジェリス（鈴木れい子）
- フィル・コジンスキー - ジョージ・コー（嶋俊介）
- クロエ・ハーディ - キャサリン・イザベル

## スタッフ
- 監督：ジョエル・シュマッカー
- 製作：ウィリアム・アリン
- 製作総指揮：ジョージ・グッドマン
- 脚本：スティーブン・メットカーフ
- 原作：ジャン＝シャルル・タケラ
- 撮影：ラルフ・D・ボード
- 音楽：アンジェロ・バダラメンティ
- 編集：ロバート・ブラウン
- 衣裳：マイケル・カプラン
- 字幕：戸田奈津子